# جولي جوميس
جولي جوميس (بالفرنسية: Julie Gomis)‏ هي منافسة ألعاب القوى سنغالية، ولدت في 7 مايو 1952.

## وصلات خارجية
- جولي جوميس على موقع اللجنة الأولمبية الدولية (الإنجليزية)
- جولي جوميس على موقع أوليمبيديا (الإنجليزية)